# لانه‌کن گونه‌لخت
لانه‌کن گونه‌لخت (نام علمی: Apaloderma aequatoriale) نام یک گونه از سرده دلپذیرپوست‌ها است.